# Alfred Jericke

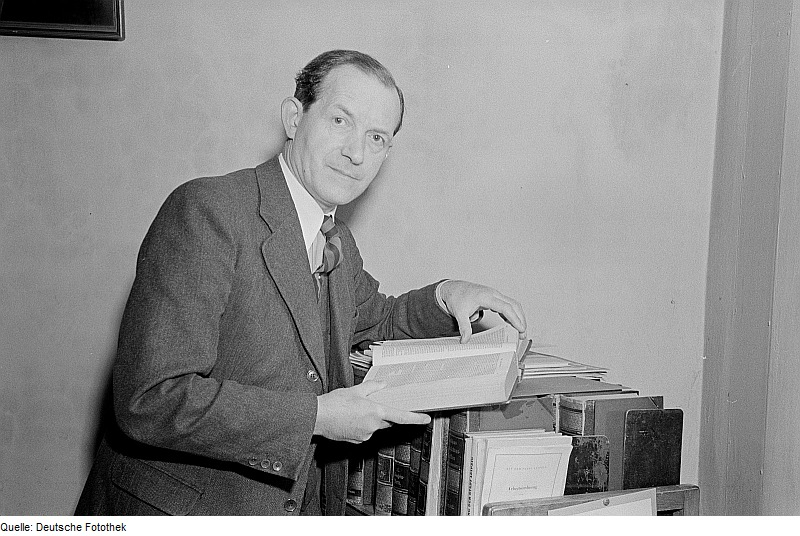
Alfred Jericke (1952)

Alfred Jericke (geb. 28. September 1898 in Halle (Saale); gest. am 24. September 1981 in Weimar) war ein deutscher Kunst- und Literaturwissenschaftler.

## Leben
Jericke studierte ab 1916 an der Universität Leipzig Germanistik, Kunstgeschichte und neuere Sprachen. Das Studium musste er wegen des Ersten Weltkrieges unterbrechen, schloss es jedoch 1923 mit seiner Promotion zum Dr. phil ab. Nach seiner Assistenzzeit eignete sich Jericke Erfahrungen in der Leitung polygraphischer Betriebe bzw. Verlage an, wirkte an internationalen Buchausstellungen mit. Nach dem Zweiten Weltkrieg war Jericke zunächst Volkshochschuldozent und seit 1950 Direktor der Leipziger Museen. An 1954 wirkte er als Direktor des Goethe-Nationalmuseums. Unter seiner Leitung wurden in Thüringen zahlreiche mit Goethe in Zusammenhang stehende Museen und Gedenkstätten wie das Schillerhaus, Goethes Gartenhaus, Goethemuseum (Stützerbach) und das Goethemuseums Weimar. Im Jahre 1960 wurde ihm dafür der Professorentitel verliehen. Jericke verfasste mehrere Museumsschriften insbesondere mit Bezug zu Goethe. Im Jahre 1958 wurde ihm eine Festschrift gewidmet und im Jahre 1979 die Winckelmann-Medaille der Stadt Stendal verliehen.

## Werke (Auswahl)
- Alfred Jericke: Goethe und sein Haus am Frauenplan. 2., überarbeitete und erweiterte Auflage. Böhlau, Weimar 1964, (Erstauflage 1958) DNB 452197694.
- Zus, mit Dieter Dolgner: Der Klassizismus in der Baugeschichte Weimars, 1975.
- ...es ist ein klein Paris – die Wirkung der Stadt Leipzig auf Persönlichkeit und Werk Goethes, 1965.